# Lepanthes quadricornis
Lepanthes quadricornis är en orkidéart som beskrevs av Carlyle August Luer och Rodrigo Escobar. Lepanthes quadricornis ingår i släktet Lepanthes och familjen orkidéer. Inga underarter finns listade i Catalogue of Life.

## Bildgalleri

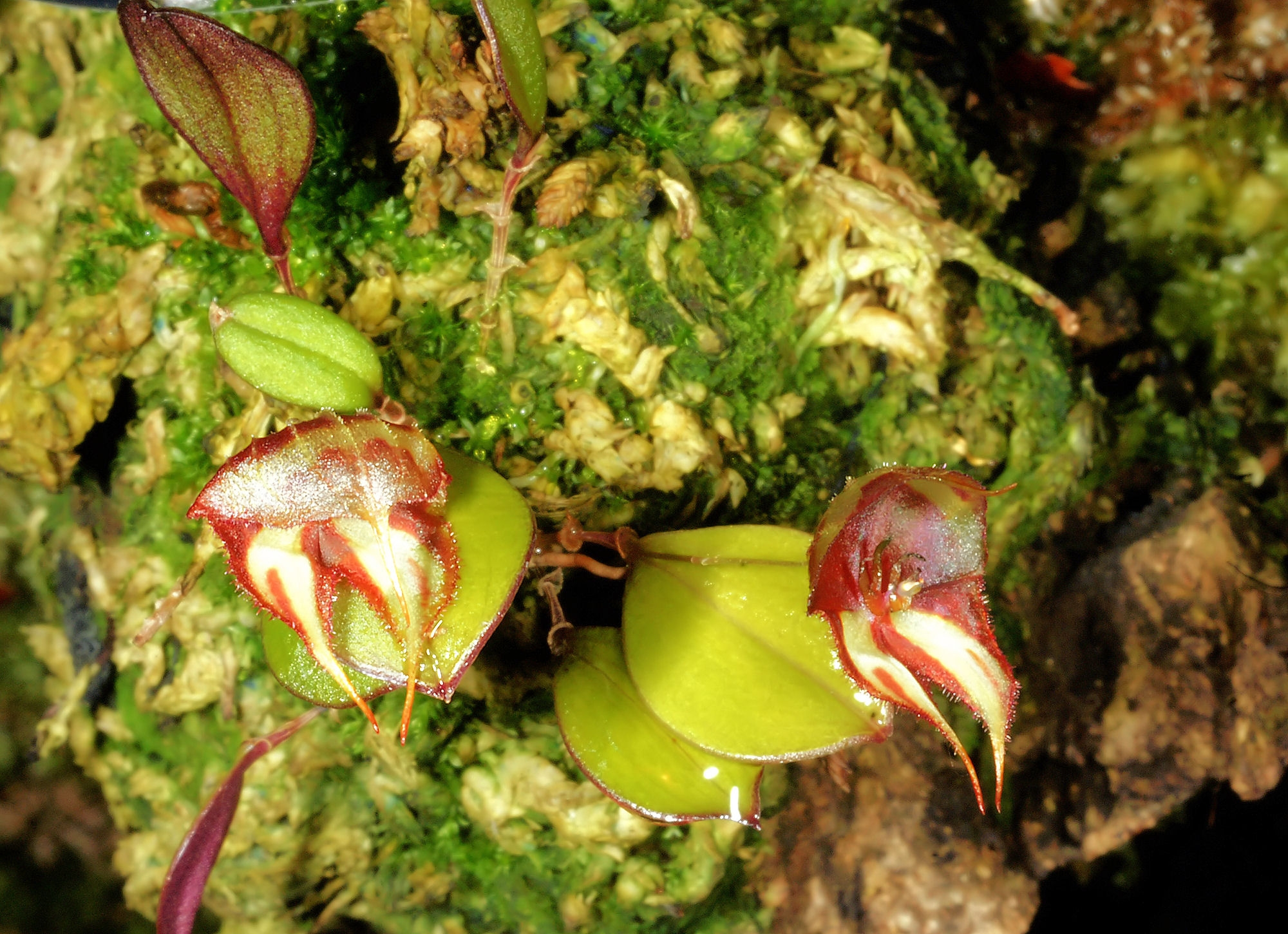